# Motorecapito

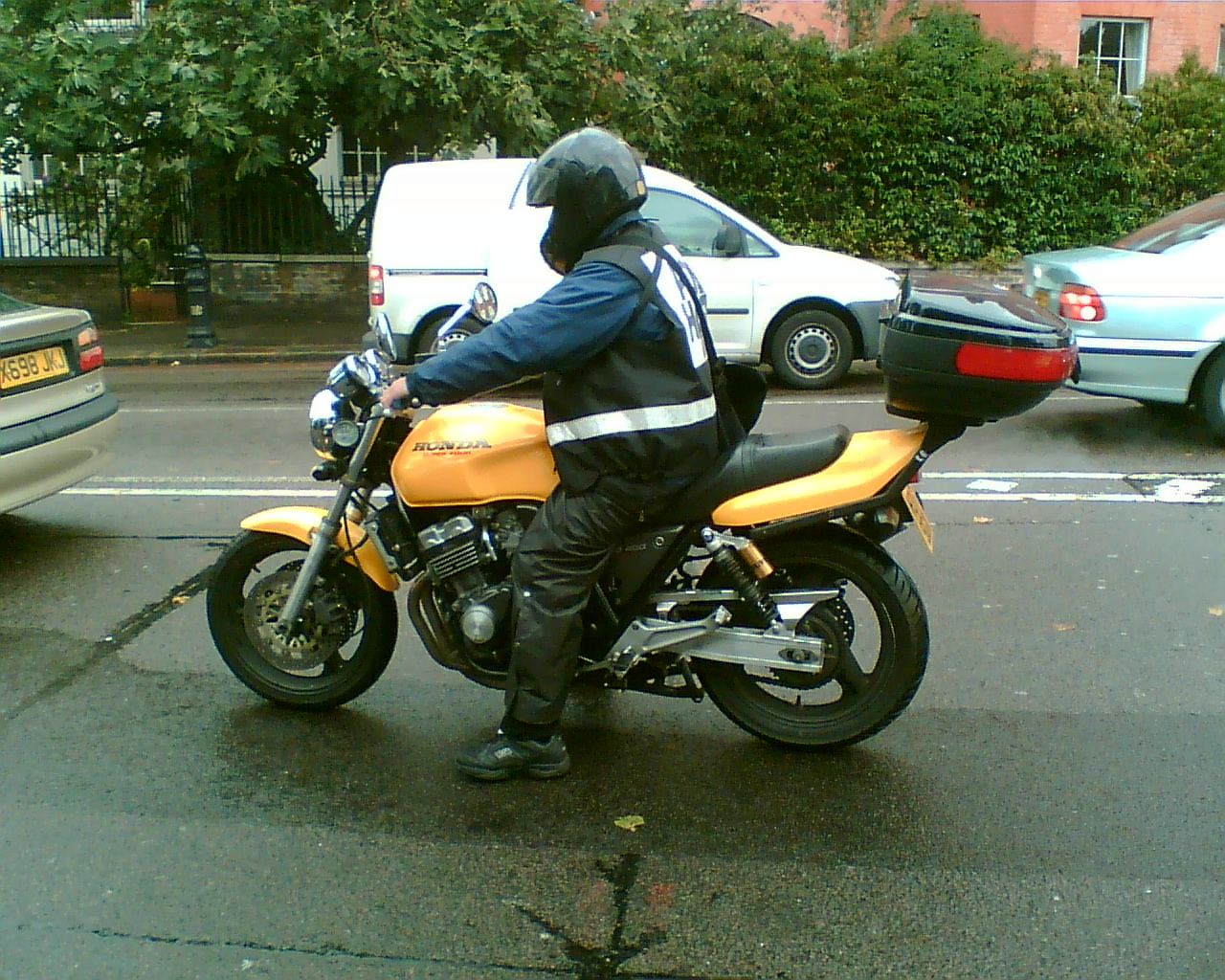
Motorecapito londinese

Quello del motorecapito è una tipologia di servizio nato nei primi anni ottanta a Londra, affiancando i servizi postali nel trasportare urgentemente buste e plichi in città e nell'hinterland, con l'ausilio di motocicli e radiotrasmittenti gestite da un ponte radio.
Le chiamate vengono fatte dagli utenti a una centrale (tipo radiotaxi) e da lì vengono inviate ai messaggeri in moto; quello più vicino al ritiro prende la chiamata ed effettuerà il servizio come un taxi, ma per le merci di pesi e ingombri limitati.
Dal 1983 il motorecapito è stato importato in Italia, prima a Milano, dove ancora oggi ci sono oltre sessanta società che effettuano questo servizio e danno lavoro a oltre mille persone, in seguito anche nelle altre città.